# Španijel
Španijel je izvorno pseća pasmina lovačkih psa. Danas je sve više pasmina kućnog ljubimca.